# 이즈모 (비디오 게임)
《이즈모》(일본어: イズモ)는 2001년12월 21일에 Studio e.go!에서 발매된 18금RPG, 및 그 시리즈이다.

## 역사
2002년 2월 22일에 DVD판이 발매되어 2004년 7월 30일에 발매된 IZUMO2 DVD판에는 완전판이 동고 되고 있다. 또 컨슈머(consumer)기에는 2004년 1월 29일에 CERO레이팅 18세 이상 대상의 드림캐스트판, 2005년 2월 3일에 GN Software에서 플레이스테이션 2판 『IZUMO COMPLETE」(IZUMO2 DVD판 동고와 같은 물건)이 발매되었다(이쪽도 CERO 레이팅 18세 이상 대상).

## 시리즈 작품
괄호안은 하드를 나타낸다
- IZUMO (PC, DC)
2001년 12월 21일에 CD판, 2002년 2월 22일에 DVD판, 2004년 1월 29일에 DC판이 발매
  - IZUMO 완전판 (PC)

2004년 7월 30일에 발매된 IZUMO2, 2006년 4월 27일에 발매된 IZUMO2 학원광상곡에 동고. 단품으로 발매는 되어 있지 않다.
  - IZUMO COMPLETE (PS2)

2005년 2월 3일에 발매. IZUMO 완전판의 컨슈머 이식 작품.
- IZUMO2 (PC)
2004년 7월 30일에 발매. 특별판에는 IZUMO 완전판이 동고 되고 있다.
  - IZUMO2 용맹한 검의 섬기 (PS2)

2006년 4월 27일에 발매. IZUMO2의 컨슈머(consumer) 이식 작품.
  - IZUMO2 -학원광상곡- (PC)

2006년 4월 28일에 발매. 시리즈 처음이 되는 ADV이며, IZUMO2 용맹한 검의 섬기의 타이업으로 제작되었다.
  - IZUMO2 학원광상곡 더블 택트 (PS2)

2008년 1월 31일에 발매. IZUMO2 -학원광상곡-의 컨슈머 이식 작품.
- IZUMO 제로 (PC)
2005년 9월 22일에 발매. 시리즈 처음이 되는 S-RPG. 메이지 시대의 요코하마가 무대.
  - IZUMO 제로・확장팩 (PC)

2005년 12월 22일에 발매된 데보의 둥지에 동고.
  - IZUMO 제로 ~요코하마 괴상한 회권~ (PS2)

2007년 7월 12일 발매. 일부 스토리, 스테이지가 추가되고 있다.
- IZUMO3 (PC)
2007년 7월 27일 발매. 특별판에는 IZUMO 완전판, IZUMO2가 동고 되고 있다. 전작까지(IZUMO 제로는 제외한다)의 이즈모 학원으로부터 야마토 학원으로 무대를 옮겼다.

## 등장 캐릭터

### IZUMO
- 토마 히카루(일본어: 塔馬 ヒカル) 성우:오리바 다이사쿠

본작의 주인공.조부에게 거합도를 배우고 있는 검술 사용. 일단 학원의 검도부에도 적은 두고 있지만, 유령 부원 상태. 무기는 칼로, 속성은 화.
- 미나세 나나미(일본어: 水瀬 七海) 성우:하루노 히요리

히카루나 미유키의 소꿉친구. 학원의 후배이자, 궁도부에 소속해 있다. 체중을 신경쓰고 있는 것 같아서, 「포동포동 통통」은 그녀 앞에서는 금구. 원래는 고아이며, 현재의 부모님은 의리의 부모님이므로 성씨가 몇회인가 바뀌어 버렸다. 무기는 활로 속성은 목.
- 타치바나 아야카(일본어: 橘 綾香) 성우:카이바라 에레나

로쿠스케와 아는 사이로, 토마 남매와도 낯익은 언니(누나). 학원의 보험의겸화학 교사. 한 시기 마을을 떠나 있었던 적이 있어, 히카루들과는 학원에 부임하고 나서 재회했다. 저혈압증. 다양한 도구를 무기로 해 싸우지만 무기보다 술이 이익. 속성은 수.
- 쿠라시마 나기사(일본어: 倉島 渚) 성우:나가세 에미야

쿠라시마 재벌의 딸로, 히카루의 클래스 메이트. 일본과 서양 다르지만 같은 검술 사용의 히카루에 라이벌심을 안고 있어 무엇인가 덤벼들어 온다. 머리의 좋은 점은 히카루와 같은 정도. 무기는 세검, 속성은 금.
- 아마테라스(일본어: 天照) 성우:이이다 쿠우

히카루의 꿈 속에 나타나는 소녀. 네노쿠니의 무녀로 「꿈을 잦는 힘」을 가지는 일족의 계승자. 요리가 이익. 네노쿠니는 악령과의 투쟁이 일상이기 때문에 일견 공격적으로 보이지만 뿌리는 마음 상냥하다. 무기는 창, 속성은 토.
- 토마 미유키(일본어: 塔馬 美由紀) 성우:모모츠키 라미아

히카루의 여동생. 실은 의매로 본인과 로쿠스케 이외의 히카루들은 모른다. 조부 로쿠스케에게 고무술을 배우고 있어 맨손으로의 싸움이라면 히카루보다 강하다. 브라콘으로 질투심이 강하다. 또, 노래가 이상하게 서투른 결점을 가진다. 네노쿠니에 날아갔을 때 한 명만 다른 장소에 날아가서 행방불명이 된다.무기는 글로브, 속성은 물.
- 스사노오(일본어: 須佐之男) 성우:카네야마 고우

네노쿠니의 악령을 인솔하는 장으로 요모츠오오카미의 아들. 미유키를 보호했을 때에 미유키에 반하지만, 미유키의 마음은 오빠 히카루에 적합하고 있었기 때문에, 히카루로부터 미유키를 강탈하기 위해서 라이벌심을 태우고 있다.
- 츠쿠요미(일본어: 月読) 성우:이이다 쿠우

네노쿠니의 악령을 인솔하는 여자(지위는 스사노오와 동등). 아마테라스에 잘 닮은 풍모를 하고 있다. 아마테라스로 변해 히카루들의 사이에 불화를 가져오려고 한다.
- 사토리(일본어: サトリ) 성우:

네노쿠니의 악령으로 츠쿠요미의 심복. 사람의 마음을 읽어내는 능력이 있어, 그 힘을 사용해 아야카를 괴롭힌다. 네노쿠니측에서는, 드물게 아시하라노쿠니의 복장을 하고 있다.
- 요모츠오오카미(일본어: ヨモツオオカミ) 성우:

네노쿠니의 악령을 통괄하는 존재.
- 토마 로쿠스케(일본어: 塔馬 六介) 성우:얀바루 쿠이나

이즈모 학원의 이사장으로 히카루와 미유키의 조부. 검도부의 고문도 하고 있다. 일식파에서 양식은 너무 먹을 수 없다.
- 사카시타 루미(일본어: 坂下 留美) 성우:이이다 쿠우

미유키의 친구. 어떤 사건이 근원으로 미유키와 대싸움해 버린다.
- 키리야마 치나츠(일본어: 桐山 千夏) 성우:

고인. 나나미의 친구였던 소녀. 일찍이 집단 괴롭힘을 근심에 자살해 버려, 그 죽음은 나나미의 마음에 깊은 그림자를 떨어뜨렸다. 네노쿠니로 악령이 되고 있어 나나미들에게 덤벼 들어 온다.
수호정령
- 카에데(일본어: 楓) 성우:카네다 메이

네노쿠니에 전이 한 이즈모 학원의 교사를 실로 가두고 있던 거대한 거미로 최초로 싸우는 보스. 일찍이 자신을 만들어낸 스사노오와 재회하기 위해, 히카루와 「계약」한다.
- 토우카

일찍이 이자나기를 도운 공적으로 정령이 된 복숭아 나무의 정령·오오카무츠미. 스사노오의 손끝으로서 학원의 뒷산에 히카루들을 가둔다.
- 청룡(일본어: 青龍) 성우:하논 나미

「사성수」의 한 명. 인간형은 물색 숏 헤어에 푸른 차이나 드레스차림. 사성수 중에서는 제일 온화하고 상식인.
- 현무(일본어: 玄武) 성우:모리노 카린

「사성수」의 한 명. 여장부형으로 야무진 여성. 아시하라노쿠니(히카루들의 세계)의 문화에 흥미를 가지고 있지만, 그 패션 센스는 어딘가 어긋나고 있다.
- 백호(일본어: 白虎)성우:카이바라 에레나

「사성수」의 한 명. 과묵하고 냉정한 성격. 어린 외관을 하고 있어, 호랑이와 같은 귀와 꼬리가 나 있다.
- 주작(일본어: 朱雀)성우:모모츠키 라미아

「사성수」의 한 사람으로 리더. 붉은 차이나 드레스를 몸에 걸친, 김이 가벼운 언니(누나). 왜인지 오사카 방언을 말한다.
- 타마모(일본어: 玉藻) 성우:하루노 히요리

일찍이 히카루가 이즈모 학원의 뒷산으로 놀고 있던 여우가 정령화한 존재. 꼬리를 밟았으므로 나나미는 싫다. 정령 중에서는 가장 어린 외관을 하고 있지만, 가장 힘이 강하다. 그녀의 곡옥만 클리어 이후의 주회에 미룰 수 있다.
- 츠쿠요미(일본어: 月読) 성우:이이다 쿠우

히카루 일행에게 패배한 후, 「계약」하는 것으로 정령화한 츠쿠요미.

### IZUMO2
※2006년 4월 28일에 속편『IZUMO2 학원광상곡』이 발매했다.
- 야기 타케루(일본어: 八岐 猛) 성우:코이케 타케조

본작의 주인공. 원래는 부모님을 잃고 시설에 있었지만 토마가에 거두어진다. 이즈모 학원에 다녀 검도부에 소속해 솜씨도 높지만 타케시는 이길 수 없다. 장비 무기는 칼로 속성은 화. 그 영혼에는 어떤 비밀이···
- 야마토 타케시(일본어: 大斗 剛) 성우:비스켓 시샤쿠

검도부 부원으로 타케루와는 라이벌. 타케루과 같은 고아로 같은 시설에 자라 그 무렵부터 친구. 후에 자산가 야마토가에 거두어졌다. 이즈모 학원에 다니고 있지만 타케루와는 클래스가 다르다. 타케루와 같이 그 영혼에는 어떤 비밀이···
- 시라토리 코토노(일본어: 白鳥 琴乃) 성우:카이바라 에레나

타케루의 소꿉친구로 그에게 희미한 생각을 안고 있다. 매일, 토마가의 가사를 하고 있기 때문에 미유키가 없어진 토마가의 생명선. 성적은 우수하지만 어릴 적부터 병약하기 때문에 운동은 골칫거리. 본작에서는 메인 히로인격. 장비 무기는 피리로 속성은 무기에 의해 바뀐다.
전작 이즈모의 히로인인 타치바나 아야카의 딸.
- 시라토리 아스카(일본어: 白鳥 明日香) 성우:코노하 카에데

코토노의 여동생. 매일 아침, 타케루를 보디 어택으로 일으키는 것이 일과. 언니와는 달리 몸은 튼튼하고 궁도부에 소속해 솜씨는 높다. 장비 무기는 활로 속성은 목(바람).
코토노와 같이 전작 이즈모의 히로인인 타치바나 아야카의 딸.
- 오오스 세리(일본어: 逢須 芹) 성우:미스미

로쿠스케의 증손으로 전작 이즈모의 히로인인 토마 미유키의 딸. 타케루가 시설에 있었을 무렵으로부터 아는 사이로 부모님과 함께 살고 있었지만 타케루를 만나기 위해 돌아왔다. 어머니와 같이 완력이 강하다. 또 어머니로부터 계승했기 때문에인가 음치로 그 노래로 야타로가 추락하는 만큼이지만, 요리 실력은 계승하지 않았다. 장비 무기는 너클로 속성은 토.
- 키타가와 마이(일본어: 北河 麻衣) 성우:호소다 나나

타케루의 클래스 메이트로 클래스 위원장. 언제나 옥상에서 점심 식사를 취해 친구인 까마귀 야타로와 놀고 있는 등 이상한 분위기를 가지고 있다. 그 한편, 세리에 때려 쓰러진 타케루를 간호하고 화해에 가지고 가는 등, 친절한 면도 있다. 타케루들과 함께 네노쿠니에 왔기 때문에 행동을 같이 하지만···. 장비 무기는 체도·창으로 속성은 금(번개).
- 사쿠야(일본어: 佐久夜) 성우:미루

카구츠치와 아마테라스의 딸. 처음엔 타케루들을 악령의 동료라고 착각하고 있었지만 곧바로 오해는 풀 수 있어 행동을 같이 한다. 행동력이 있어 활발하지만 함정 매니아라고 하는 일면도 가지고 있다. 장비 무기는 부채(쇠살부채)로 속성은 수.
- 히미코(일본어: ヒミコ) 성우:유즈키 카나메

갑자기 네노쿠니에 현상 악령들의 장이 되어 인간에게 싸움을 건 인물. 어딘가 다른 나라로부터 왔다고도 말해지지만 상세 불명.
- 오오나무지(일본어: オオナムジ) 성우:시가 켄지

히미코군의 군사
- 미나카타(일본어: ミナカタ) 성우:쥬센

히미코군의 검사로 오오나무지의 아들
- 카구츠치(일본어: カグツチ) 성우:오리바 다이사쿠

네노쿠니의 검사로 사쿠야의 아버지. 히미코군과 싸우고 있지만 타케루들과는 별행동을 하고 있다. 정체는 전작의 주인공인 토마 히카루. 본작은 전작의 아마테라스 엔드가 베이스가 되어 있다.
- 아마테라스(일본어: 天照) 성우:이이다 쿠우

전작 이즈모의 히로인의 한 명. 사쿠야의 어머니로 카구츠치의 아내이며 네노쿠니의 인간을 통괄하는 신. 남편과 함께 히미코군과 싸우고 있다.
- 스사노오(일본어: スサノオ) 성우:카네야마 고우
- 토마 로쿠스케(일본어:  塔馬 六介) 성우:얀바루 쿠이나

전작으로부터 20년 경과하고 있지만 외관에는 전혀 변화가 없다. 이즈모 학원의 이사장은 그만두었지만 계속 검도부 고문을 맡는다.
- 카에데(일본어: 楓) 성우:카네다 메이

전작 이즈모에 등장한 정령. 본작인 중요한 역할과 출생의 비밀이 밝혀진다.
수호정령
- 카즈라(일본어: 蔓) 성우:쿠스노키 스즈네

이즈모 학원을 정글화한 최초로 싸우는 거대한 라플레시아. 인간 형태에서는 청소를 좋아하고 빗자루를 가져 배회하고 있다.
- 야타(일본어: 八咫) 성우:사키 유타카

야타로의 진정한 모습. 마이에게 향해서 오오나무지로부터 스파이로서 옆에 있다.
- 청룡(일본어: 青龍) 성우:하논 나미

전작 같이, 최초로 접촉하는 사성수. 그녀만, 인간 형태로 싸우는 장면이 있다.
- 현무(일본어: 玄武) 성우:모리노 카린

이번엔 악령을 잡기 위해 아시하라노쿠니에 왔다……는 두였지만, 정신없이 놀고 있던 끝에, 타케루들은 그녀의 임무를 꽉 눌려 버리는 하메가 된다.
- 백호(일본어: 白虎)성우:카이바라 에레나

이번 작에서는, 코토노의 영혼이 요미노쿠니에 잡혔을 때, 소생하는 방법을 가르쳐 준다. 덧붙여 전작으로 어깨를 타고 있던 흰 고양이형의 물건은, 이번 작에서는 없게 되고 있다.
- 주작(일본어: 朱雀)성우:토우게츠 라미아

봉래산에서 한 때의 그녀들의 주인, 서복을 찾고 있었지만, 오오나무지에 의해서 살생석에 봉인되어 버린다.
- 야츠후사(일본어: 八房) 성우:카자네

개의 정령인 순서를 밟으면 나타나는 숨은 캐릭터.
- 기린(일본어: 麒麟) 성우:시바타 후키

히미코의 측근에서 항상 수행하고 있고 린이라고 자칭하고 있다. 원래는 사성수의 리더였다.

### IZUMO 제로
시대 설정은, 메이지 12년.
- 나가미네 카즈토(일본어: 永峰 和人) 성우:키지마 우타

실력은 확실하지만 조금 마음이 약한 검사. 키리야를 의지하러 요코하마에 왔다. 동료들에서는 일단 리더격.
- 사와키 소이치로(일본어: 沢木 宗一郎) 성우:왓쇼이 타로

정령에 대응할 수 있기 위해 해군으로부터 출향한 사벨 사용. 일견 키자 같지만 실은 우브로 여성에게는 서툴다.
- 야마다 토라노스케(일본어: 山田 虎之助) 성우:소라노 타이요

미소노와는 소꿉친구로 그녀의 도장에서 수행가 가출해, 요코하마에 와 날뛰고 있었던 곳을 키리야에 패배시켜져 입문 지원한다.
- 나가미네 요코(일본어: 永峰 陽子) 성우:키무라 아야카

카즈토와는 친 여동생으로 유소기에 떨어져 살고 있어 요코하마에서 재회했다. 서양 요리에 흥미가 있어 ED에 따라서는 레스토랑을 연다. 활 사용.
- 우에스기 미소노(일본어: 上杉 美園) 성우:에노키즈 마오

센다이에 있는 도장 주로 서찾기도 겸하고 요코하마에 왔지만 요리 실력은 절망적이고, 요코의 초보로 목하 수행중. 체도 사용.
- 타마키 모유(일본어: 玉城 萌夕) 성우:미즈노 에마

류큐로부터 부친을 만나기 위해 요코하마에 가는 중, 센다이까지 가 버려 거기서 미소노를 만난다. 카라테가 이익. 일인칭은 「ボク」.
- 키리야 고로(일본어: 桐谷 五郎) 성우:타나카 긴조

본작의 중요 인물. 정식 무대에 나오지 않는 것을 조건에 경시청 특별반을 인솔하고 있다.
- 후지타 고로(일본어: 藤田 五郎) 성우:하지메 카즈

경시청의 경찰관으로 검술 무예지도역을 키리야에 타진된다.모델은 사이토 하지메.
- 야나기 텟슈(일본어: 柳 欽舟) 성우:타카오카 마사토

특별반의 관사의 뒤쪽에게 있는 공방에 있는 대장간. 질실강건의 무기를 만드는 것을 좋아 하고 있다. 무기·방어구에 곡옥을 장비할 수 있는 것처럼 가공해 준다.
- 키리사키 요시노(일본어: 桐崎 芳乃) 성우:쿠로사키 네코

키리야에 자라 의무관으로서 부임한다. 모두에게서는 요시노 선생님으로 불려서 의지가 되고 있다. 새로운 술을 배울 수 있다.
- 하나야마 슌스케（(일본어: 花山 春輔) 성우:쿠죠 시노부

정부의 요인이지만 표들로 한 인물로 내무성 직속 악령 대책반(공식상 경시청 특별반)을 만들었다. 모델은 이토 히로부미.
- 선장(일본어: 船長) 성우:시가 켄지

미소노와 모에를 센다이에서 요코하마로 승선시킨 선장. 과연 바다의 남자라도 미소노의 손요리에는 절구했다.
- 야마다 테츠노스케(일본어: 山田 辰之助) 성우:마하3.5

토라노스케의 부친으로 센다이 깊은 산 속에 きこり業하고 있지만 술버릇이 나쁘고, 그 때문에 소원하고 있다.
- 토미타 헤이마(일본어: 富田 兵馬) 성우:시가 켄지

정부를 전복하려고 여러 가지 책을 강구한다.적캐릭터이지만 직접 특별반과의 전투는 없고 참모격.
- 키리사키 아야노(일본어: 桐崎 綾乃) 성우:하기와라 사츠키

참수 된 부친의 원수를 갑기 위해, 이와나가에 술을 가르칠 수 있어 겐사이의 아래에서 반정부 활동을 하고 있다. 요시노의 언니.
- 쿠니키다 요시카즈(일본어: 国木田 義一) 성우:아오이 쿄시로

해군 학교시의 소이치로의 교관으로 사벨을 가르치고 있었다. 소이치로의 은사이자 존경하고 있지만···.
- 타마키 시게오(일본어: 玉城 茂男) 성우:하야마 키스케

모에의 부친으로 사망하고 있었다고 생각되었지만 류큐 왕국의 부활을 위해 반정부 활동을 실시하고 있다.
- 시라누이 시로(일본어: 不知火 士郎) 성우:쿠로사키 네코

겐사이의 아들로 영국인과의 하프. 특별반의 면면과도 사이가 좋았지만, 부친과 함께 활동해 적대한다.
- 시라누이 겐사이(일본어: 不知火 巌斎) 성우:우마나미 코우타

사족의 정부에의 불만을 중심으로 반정부 활동을 실시하는 시현류 사용. 본작의 라스 보스.
- 이와나가(일본어: イワナガ) 성우:타카니 유카

어떤 목적을 위해 겐사이를 따르는 술사.
- 나가미네 미키오(일본어: 永峰 幹夫) 성우:시가 켄지

나가미네 남매의 부친으로 마을 의사를 영위하고 있었다.
- 나가미네 미츠코(일본어: 永峰 美津子) 성우:아야세 유우

나가미네 남매의 모친으로 기술도 사용할 수 있다. 에도막부 말기시에는 후지타도 키리야도 겐사이도 치료를 받은 일이 있다.
수호정령
- 타기리(일본어: タギリ) 성우:키사라기 미코토

무나카타 3여신의 장녀.
- 타기츠(일본어: タギツ) 성우:아야세 유우

무나카타 3여신의 차녀.
- 사요리(일본어: サヨリ) 성우:니토 사쿠라

무나카타 3여신의 삼녀. 용모는 귀신락의 이치를 닮아 있다.
- 우즈메(일본어: ウズメ) 성우:카시와기 리나

정령들과 밤마다 연회를 펼치고 있던 춤의 신.
- 키지무나(일본어: キジムナー) 성우:미야비

류큐의 정령. 본 시리즈 첫 남성 정령이다.
- 미샤쿠지님(일본어: ミシャグジ様) 성우:쿠죠 시노부

흰뱀의 화신. 젊은 아가씨를 생지에 봉라고 있던 일로부터 퇴치될 것 같게 되지만 실제로는 놓치고 있었다.

### IZUMO3
- 쿠도 카케루(일본어: 工藤 駆) 성우:스메라기 미카도

본작의 주인공. 그나름의 정의감을 가지고 있지만, 그 때문에 싸움 소식이 많기 때문에 불량이 평가를 받아지고 있다. 독신 생활로 학원에서는 교칙 위반의 아르바이트를 하고, 여동생 마이나의 문병하러 가는 것이 일과. 무기는 글로브, 속성은 화.
- 아스카이 나츠미(일본어: 飛鳥井 なつみ) 성우:호시자키 이리아

자주 밤의 번화가에 있어, 카케루와 같이 학원의 사고뭉치자로, 엉뚱한 일로부터 친해진다. 무리하고 멋대로인 부분도 있지만, 뿌리는 상냥한 성격. 장래의 꿈이기 때문에 신문부를 시작하려고 한다. 무기는 쥘부채나 해머등, 속성은 토.
- 아즈마 스즈카(일본어: 吾妻 鈴鹿) 성우:마리모 린

학생회 부회장과 검도부 부장으로 성실한 성격. 카케루와는 혈연이 없는 친척으로, 그의 사정을 알고 있다. 카케루를 그리워하고 있지만, 입장 상기경에 접할 수 할 수 없다. 무기는 칼, 속성은 금.
- 미야무라 시오리(일본어: 宮村 栞) 성우:소게츠 야요이

카케루의 클래스 메이트로 자리는 카케루의 바로 뒤. 도서 위원. 일견, 마음이 약하고 점잖지만, 실은 과격한 일면을 숨기고 있는 안경 아가씨. 클래스의 여자들에게 괴롭힘을 당하고 있지만···. 무기는 책, 속성은 수.
- 사사야마 후유코(일본어: 笹山 芙由子) 성우:야마자키 안즈

수학 교사로 클래스 담임. 딱딱한 말하는 방법이지만, 학생 생각. 실은 가사 전반이 안되고 돌발적인 일에는 매우 약하고, 쿨한 용모에 반해 꽤 틈이 많은 인물이다. 프로그램의 천재로 그것을 강구해 컴퓨터 게임을 좋아하고 비길 데 없는 격투 게임 마니아. 무기는 채찍, 속성은 물.
- 카야노(일본어: カヤノ) 성우:하루노 이부키

네노쿠니의 전무녀(戦巫女). 천연 덜렁이 아가씨로, 네노쿠니라는 이세계로부터 왔기 때문에 철부지로부터 코메디 릴리프인 역할을 가진다. 무기는 활, 속성은 목.
- 쿠도 마이나(일본어: 工藤 舞菜) 성우:노가미 나나

카케루의 여동생으로 카케루에 있어서 둘이서 가족이며, 그의 중요한 마음의 버팀목이 되고 있다. 병약하고 입원 생활이 길고, 실연령보다 어리고 언동이 상식과 동떨어진다. 카케루가 사준 PC로 잘 놀고 있다.
- 쿠로사키 유코(일본어: 黒崎夕子) 성우:모토야마 미나

카케루들의 동급생. 유키노부에 구상을 대어 남녀의 관계에 있었지만, 실제는 희롱해지고 있는 것만으로 전학에 의한 이별과 행신의 본심에 의해 소동을 야기한다. 그 다음은 카케루들에게 구해져 수호 정령으로서 지원하게 된다.
- 아즈마 야요이(일본어: 吾妻弥生) 성우:후카

아즈마 가에 대해 실질적인 당주로 있는 여성으로 미망인. 카케루와 마이나의 법적 보호자이며 두 명을 걱정하지만, 과거의 확집으로부터 카케루에 소외당해 경제면 이외의 원조는 거절해지고 있다. 카케루에 대해서는 보호자여도 하는 이상의 기분이 있지만···.
- 아즈마 유키노부(일본어: 吾妻幸伸) 성우:taka

카케루의 동급생으로 먼 친척. 생도회장을 맡는 우등생이지만, 어른들의 권력 싸움 중에서 자란 것과 교제하고 있던 여성에게 손 심하게 다루어졌기 때문에 성격이나 대인관계에 대해 결정적으로 비뚤어지고 있다. 그러나, 식물에의 애정만은 진짜로, 아즈마 가에는 그의 농원이 있어, 거기서의 작업 모습은 스즈카로부터도 상당한 갭이 있다라는 것.
- 쿠라시마 나기사(일본어: 倉島 渚) 성우:나가세 에미야

전전작의 히로인. 학원의 이사장으로서 부임해 온다. 아즈마 야요이와는 동아리의 선배후배 사이로 무엇인가 카케루로 상담을 받고 있다. 또한 그녀의 연령의 이야기(예상도 포함한다)를 하면, 어디에서와도 없고 곧바로 날아(때려 눕히러) 오기 위해 어떠한 장소여도 금구가 되어 있다. 。「ぷっくりころころホットケーキ～」노래하는 근처 전전작 때로부터 뿌리 성격은 변함없는 모양.
- 니시나미 카즈야(일본어: 西波和也)/나찰천(일본어: 羅刹天) 성우:아오이 쿄시로

마이나의 주치의. 신뢰 할 수 있는 의사이지만, 프라이빗에서는 연파인 일면을 가진다. 정체는 염마천의 부하로, 그녀의 뜻에 따르기 위해서 행동하고 있다. 덧붙여서 그만 여러 가지 사정으로 수호 정령이 될 것은 없고, 그것을 「IZUMO3 비주얼 팬 북」의 스탭 좌담회에서 말해지고 있다.
수호정령
- 야도신(일본어:  夜刀神) 성우:모토야마 리나

인간에게 원한을 가지고 있던 뱀의 화신. 유코와 의식을 융합하고 있다.
- 기예천(일본어: 技芸天) 성우:사가미 마코토

음악을 맡는 신. 차분하고 어조도 조용.
- 마리지천(일본어: 摩利支天) 성우:무라이 미사오

싸움을 맡는 신으로 리더격이지만 변재천과 길상천의 싸움에는 싱글벙글 하면서 지켜보고 있는 일 밖에 하지 않는다.
- 변재천(일본어: 弁財天) 성우:시로가네 스즈네

학문을 맡는 신이지만 자주 미아가 되어 있다. 길상천과는 싸움이 끊어지지 않는다.
- 길상천(일본어: 吉祥天) 성우:아사카 마이코

미를 맡는 신. 변재천과 자주 싸우지만 무자비 서로 하고 아니다.
- 바쿠(일본어: 獏) 성우:호시카와 미쿠리

어떤 자의 명령으로 사람에게 악몽을 보이고 힘을 모으고 있지만 본인은 부탁받았기 때문에 하고 있는 정도의 인식의 어린이 체계.
- 염마천(일본어: 閻魔天) 성우:스즈미 토모에

사법을 맡는 신으로 전투력도 높지만 사실은 타인을 상처 입히고 싶지는 않다고 생각한다.
- 백토(일본어: 白兎) 성우:니시노 미쿠

자칭 미래부터 왔다고 하는 토끼 귀 바니 모습의 정령. 숨은 캐릭터.

## OVA
밀키에서 VHS·DVD로 발매된 전 6권(18금)
- 1권 「쪽빛의 곡옥 (藍の勾玉)」(발매일:2003년 1월 25일
- 2권「주홍의 순정 (朱の殉情)」(발매일:2003년 5월 25일
- 3권「호박의 추억 (琥珀の追憶)」(발매일:2003년 8월 25일
- 4권「비취의 유혹 (翡翠の誘惑)」(발매일:2004년 7월 25일
- 5권「비색의 해후 (緋色の邂逅)」(발매일:2004년 10월 25일
- 6권「THE BEST」(발매일:2005년 1월 25일)

메인 캐스트
- 토마 히카루:카니사와 히데미츠
- 미나세 나나미:야마모토 나오코
- 타치바나 아야카:코구레 사토미
- 쿠라시마 나기사:아카네
- 아마테라스:사와키 아리사
- 토마 미유키:카미무라 히나
- 스사노오：이시카와 다이스케